# Leme
Leme é um município brasileiro do estado de São Paulo. Pertence à Região Metropolitana de Piracicaba, à Região Geográfica Intermediária de Campinas e à Região Geográfica Imediata de Araras. Em 2017, sua população foi estimada pelo IBGE em 101.184 habitantes. O município é formado pelo distrito sede, e também inclui os bairros rurais Taquari, Taquari Ponte e Bairro Caju.

## História
A origem do município de Leme é o antigo povoado da Estação de Leme, que foi fundado ao redor da estação ferroviária da Companhia Paulista de Estradas de Ferro.

### Formação territorial-administrativa
Histórico da formação do município:
- Distrito criado com a denominação de Leme, no município de Pirassununga, pelo Decreto nº 124, de 20/01/1891.
- Município criado pela Lei nº 358, de 29/08/1895.

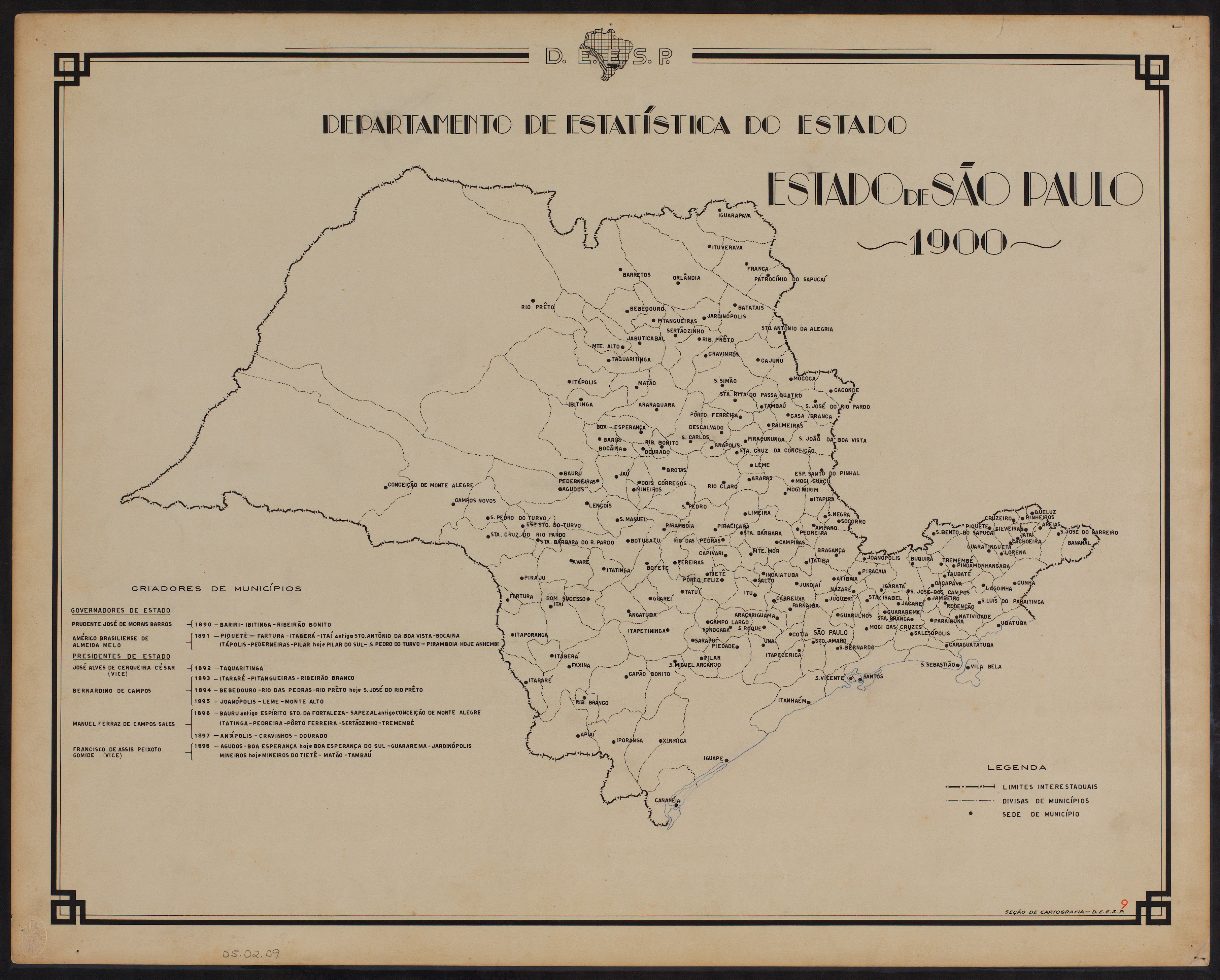
Estado de São Paulo (1900).

## Geografia
Localiza-se à latitude 22º11'08" sul e à longitude 47º23'25" oeste, a 619 metros acima do nível do mar. Ocupa uma área de 402,87 km², sendo que 11,101 km² estão em perímetro urbano e os 391,769 km² restantes constituem a zona rural.
Localizada no Centro-Leste do Estado de São Paulo, na Bacia Hidrográfica do Rio Mogi-Guaçu, distando da capital do estado cerca de 190 km, Leme possui uma temperatura média anual de 22 °C, e seu clima é seco no inverno e chuvoso no verão.

### Topografia
A cidade possui relevo suave na área urbana e em partes da área rural, o que facilita a expansão urbana, o excelente aproveitamento agrícola e o transporte por bicicletas (barato e não poluente), o qual é bastante comum pelo município.

### Hidrografia
Principais rios, córregos e ribeirões que passam pelo município:
- Ribeirão do Roque
- Rio Capetinga
- Ribeirão do Meio
- Rio Moji-Guaçu
- Córrego Constantino
- Córrego Batinga
- Córrego Serelepe

### Rodovias
- SP-330 - Rodovia Anhanguera

## Demografia

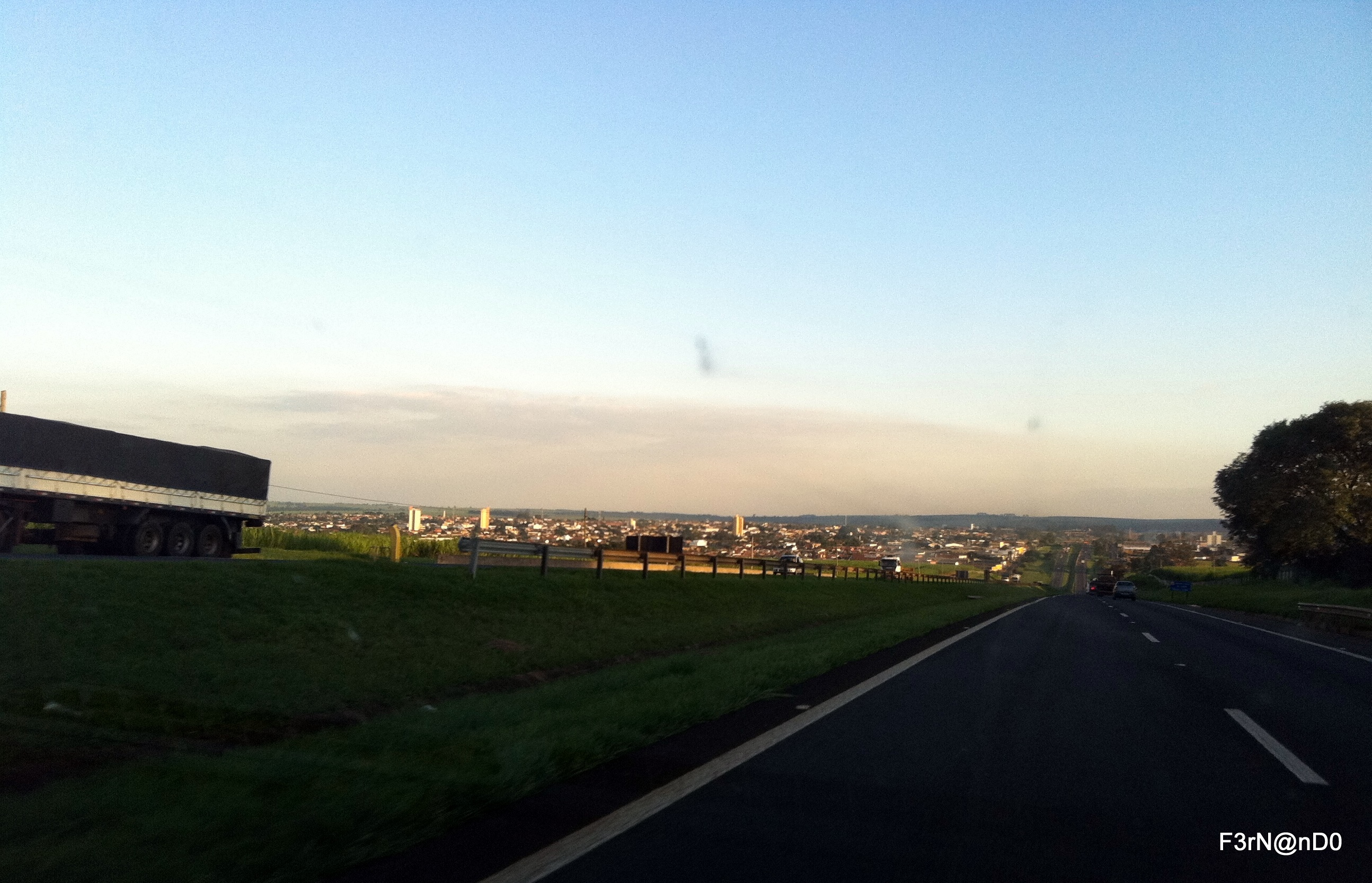
A cidade de Leme vista da Rodovia Anhanguera.

### População
| Crescimento populacional                             | Crescimento populacional | Crescimento populacional | Crescimento populacional |
| Ano                                                  | População Total          |                          | %±                       |
| ---------------------------------------------------- | ------------------------ | ------------------------ | ------------------------ |
| 1900                                                 | 9 211                    |                          | —                        |
| 1910                                                 | 11 290                   |                          | 22,6%                    |
| 1920                                                 | 9 153                    |                          | −18,9%                   |
| 1925                                                 | 10 724                   |                          | 17,2%                    |
| 1934                                                 | 9 798                    |                          | −8,6%                    |
| 1937                                                 | 10 475                   |                          | 6,9%                     |
| 1940                                                 | 13 783                   |                          | 31,6%                    |
| 1946                                                 | 14 941                   |                          | 8,4%                     |
| 1950                                                 | 15 480                   |                          | 3,6%                     |
| 1958                                                 | 16 819                   |                          | 8,6%                     |
| 1960                                                 | 21 518                   |                          | 27,9%                    |
| 1970                                                 | 31 229                   |                          | 45,1%                    |
| 1980                                                 | 46 253                   |                          | 48,1%                    |
| 1991                                                 | 68 215                   |                          | 47,5%                    |
| 2000                                                 | 80 757                   |                          | 18,4%                    |
| 2010                                                 | 91 756                   |                          | 13,6%                    |
| 2022                                                 | 98 161                   |                          | 7,0%                     |
| Est. 2024                                            | 101 316                  | [ 15 ]                   | 3,2%                     |
| Fontes: Censos Demográficos IBGE e Estimativas SEADE |                          |                          |                          |

### Dados demográficos
Dados do Censo - 2010
População total: 91.756
- Urbana: 89.862
- Rural: 1.902
- Homens: 46.030
- Mulheres: 45.726

Densidade demográfica (hab./km²): 227,75
Mortalidade infantil até 1 ano (por mil): 13,44
Expectativa de vida (anos): 72,57
Taxa de fecundidade (filhos por mulher): 2,22
Taxa de alfabetização: 90,14%
Índice de Desenvolvimento Humano (IDH-M): 0,796
- IDH-M Renda: 0,734
- IDH-M Longevidade: 0,793
- IDH-M Educação: 0,860

(Fonte: IPEADATA)

### Etnias
| Cor/Raça | Percentagem |
| -------- | ----------- |
| Branca   | 79,3%       |
| Negra    | 4,3%        |
| Parda    | 15,9%       |
| Amarela  | 0,1%        |
| Indígena | 0,1%        |

Fonte: Censo 2000

## Economia
De acordo com dados do IBGE, relativos a 2017, o Produto Interno Bruto do município era de R$ 2.978.265.360,00. A economia do município está baseada na agropecuária, na indústria e no comércio e prestação de serviços.
No setor agrícola predominam as culturas da cana-de-açúcar, do milho, da soja, da laranja e do sorgo, havendo ainda a presença de grandes silos e armazéns para estocagem de grãos e uma usina de açúcar e álcool. Na pecuária os maiores destaques são as criações de suínos, gado leiteiro e de corte.
O setor industrial é bem variado, com produções nas áreas de alimentos, bebidas, máquinas, insumos agrícolas, química, etanol, cerâmica, telhas, fibrocimento, materiais elétricos, móveis, churrasqueiras e outros. Leme conta com distritos industriais bem próximos da Rodovia Anhanguera (SP-330), onde grande parte das indústrias estão instaladas.
O setor de comércio e serviços também vem ganhando destaque. O comércio é bastante diversificado, incluindo unidades de grandes redes varejistas nacionais e algumas internacionais. Segundo dados do Banco Central do Brasil, Leme possui 10 agências bancárias que, juntas, movimentam cerca de 150 milhões de reais em operações de crédito (Cf. Banco Central do Brasil, Registros Administrativos 2007).

## Infraestrutura

### Comunicações
O sistema de telefones automáticos foi inaugurado na cidade em 1962 pela Telefônica Lemense, administrada pela Companhia Telefônica Brasileira (CTB). Já o sistema de discagem direta à distância (DDD) foi implantado em 1979 pela Telecomunicações de São Paulo (TELESP) com o código de área (0195).
Na década de 90 o código DDD da cidade foi alterado para (019), para padronização do sistema telefônico com a telefonia celular que estava sendo implantada em todo o estado.

### Transportes

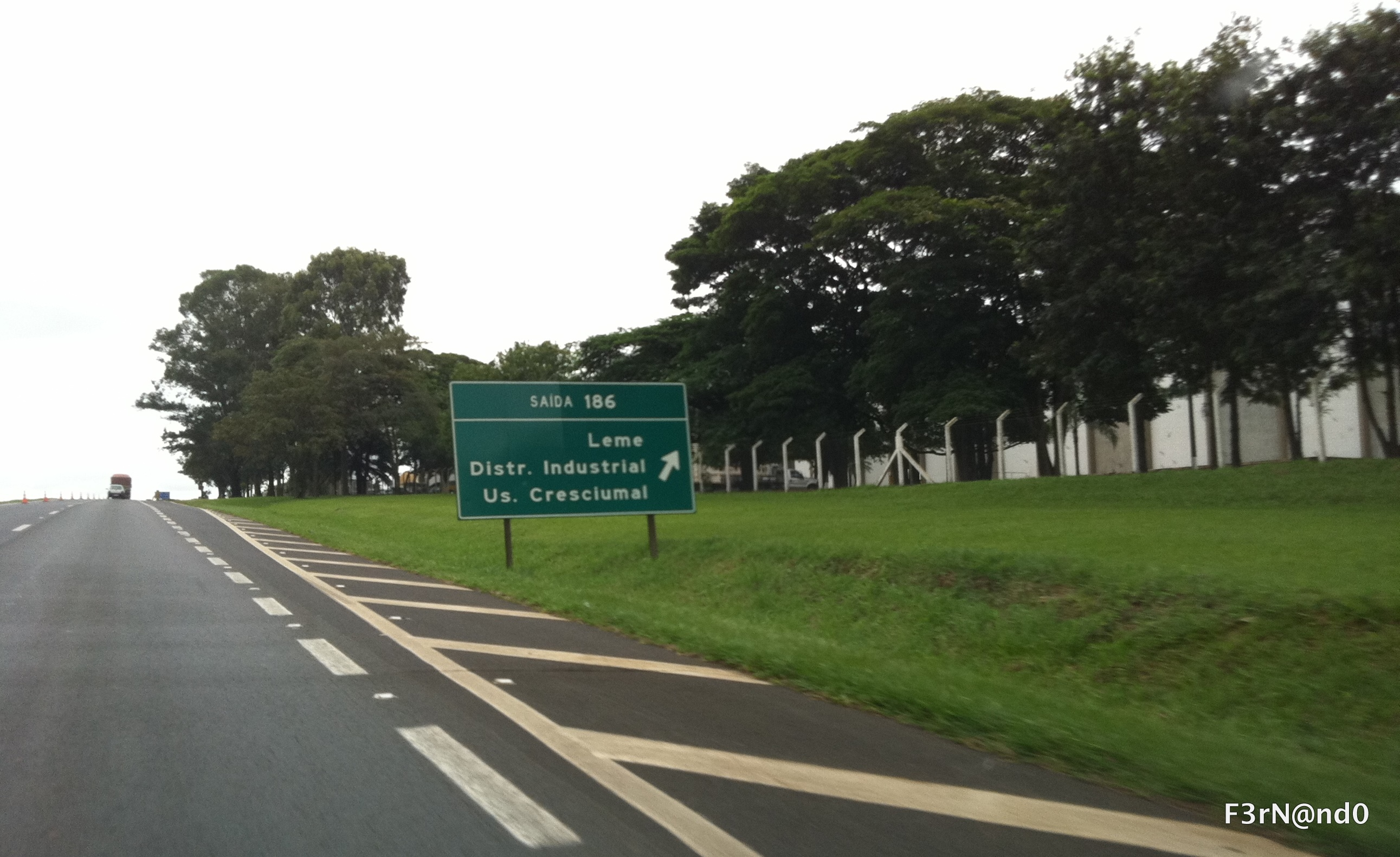
Km 186 da Rodovia Anhanguera em Leme.

Leme é perpassada pela SP-330, mais conhecida como Rodovia Anhanguera, que se inicia em São Paulo e prossegue até Igarapava, na divisa com o estado de Minas Gerais.
Há três terminais viários relevantes na cidade:
- Terminal Rodoviário "José Antunes Filho" (Rodoviária), com linhas de ônibus intermunicipais e interestaduais
- Terminal Urbano "Carlos Simarelli", para embarque e desembarque em ônibus das linhas municipais
- Aeródromo Yolanda Penteado (pista asfaltada de 1100 x 30 m)[25]

O transporte coletivo de ônibus é feito pela empresa Transbellaflor, ligando o Centro aos bairros urbanos e rurais da cidade. O Terminal Rodoviário faz a conexão com várias cidades do noroeste e do centro-leste do estado de São Paulo, além da Capital Paulista e da cidade de Goiânia, capital do estado de Goiás.
Apesar de ser banhado pelos rios Mogi-Guaçu e do Roque, o município não possui muita tradição no transporte hidroviário.

#### Ferrovias
A cidade também já foi atendida por transporte ferroviário,  parte do Ramal do Descalvado da antiga Companhia Paulista de Estradas de Ferro, que ligava a cidade aos municípios de Descalvado e Cordeirópolis, onde se entroncava com a linha principal da ferrovia, que segue para as cidades de Campinas e Jundiaí. O ramal ferroviário, inaugurado em 1877, era o grande responsável pelo escoamento da produção cafeeira e leiteira da região, além do transporte de passageiros entre as cidades do Centro-Leste do estado.
O último trem de passageiros a trafegar pelo ramal, parou na Estação Ferroviária de Leme pela última vez em fevereiro de 1977, já sob o comando da antiga Fepasa. Porém, o transporte de cargas permaneceria ativo na região até o ano de 1990, quando a estação e o ramal foram desativados e abandonados em seguida.
Em dezembro de 1997, os trilhos foram retirados da cidade e, desde 2009, a antiga estação ferroviária abriga um terminal de ônibus urbanos, preservado seu antigo edifício, conseiderado de relevância histórica para Leme.

### Educação
A cidade de Leme tem um sistema de ensino primário e secundário, público e privado, e uma variedade de escolas técnicas. Com 36 estabelecimentos de ensino fundamental, 42 unidades pré-escolares, 15 escolas de nível médio e mais algumas instituições de nível superior. Ao total, são 15 503 matrículas e 1 034 docentes registrados. O município também conta com uma ETEC, escola técnica de nível médio, com cursos nas áreas de desenvolvimento de sistemas, multimídia, farmácia, administração e outros.
No ensino superior, destacam-se uma universidade pública e uma privada. As instituições de ensino superior da cidade são a Universidade Anhanguera e a Universidade Virtual do Estado de São Paulo (Univesp).
O fator "educação" do IDH no município atingiu em 2013 a marca de 0,665 - patamar considerado médio, em conformidade aos padrões do Programa das Nações Unidas para o Desenvolvimento (PNUD), ao passo que a taxa de analfabetismo indicada pelo último censo demográfico do IBGE foi de 8,81%.
Quanto ao Índice de Desenvolvimento da Educação Básica (IDEB) de 2015, Leme obteve notas de 6,7 na primeira fase do ensino fundamental (anos iniciais) e 5,0 na segunda fase (anos finais). Contudo – e em consonância aos grandes contrastes verificados na capital, em algumas regiões periféricas e empobrecidas, o aparato educacional público de nível médio e fundamental é ainda deficitário, dada a escassez relativa de escolas ou recursos. Nesses locais, a violência costuma impor certas barreiras ao aproveitamento escolar, constituindo-se em uma das causas preponderantes à evasão ou ao aprendizado carencial.

## Cultura e lazer

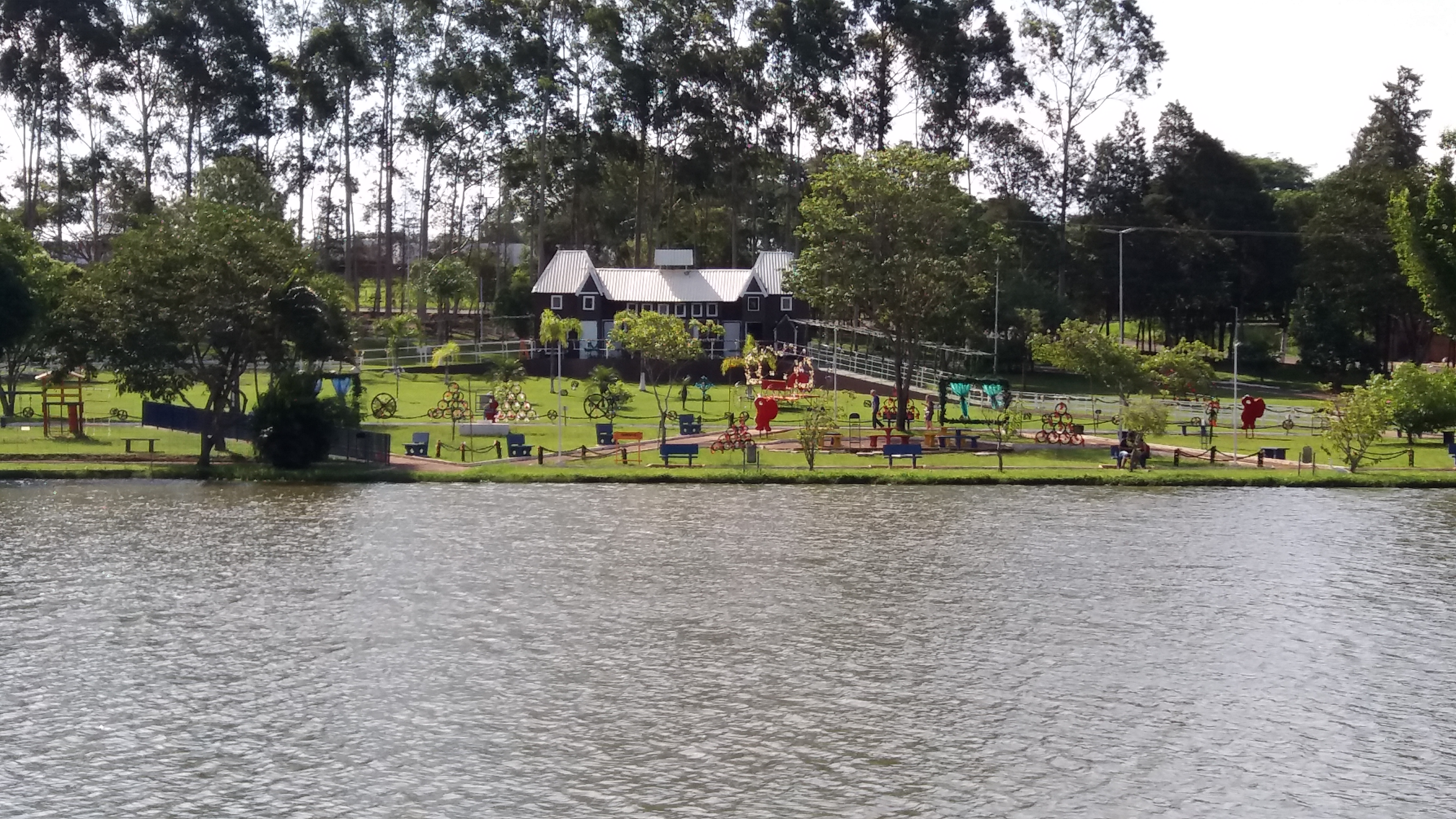
Lago Municipal localizado no Parque "Dr. Enni Jorge Draib"

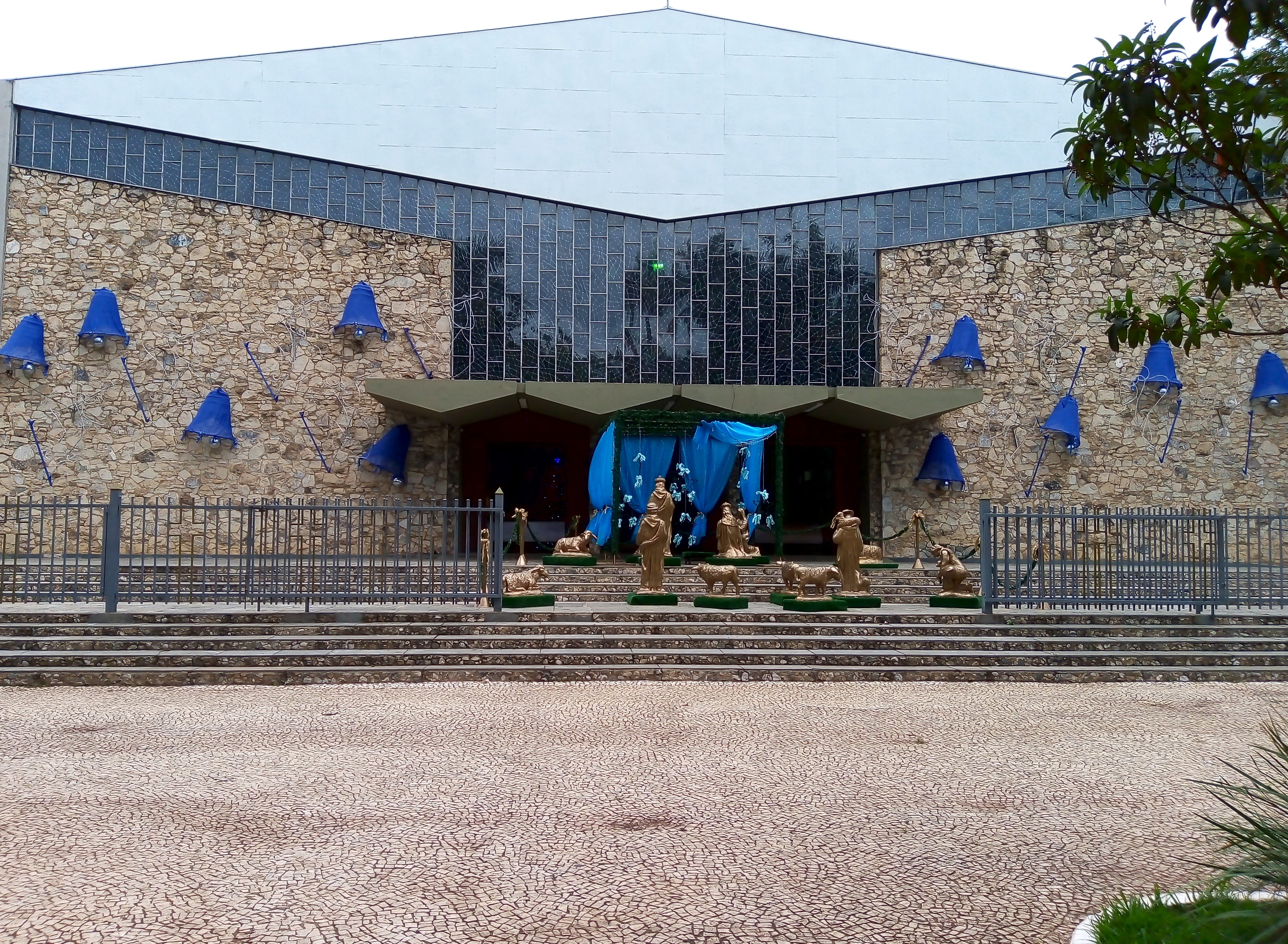
Santuário Diocesano de São Manoel

Leme não é uma cidade turística, entretanto possui vários pontos para lazer relevantes:
- Circuito das 12 Capelas
- Caminho da Fé
- Parque "Dr. Enni Jorge Draib (Lago Municipal)
- Parque Ecológico "Mourão" (Bosque)
- Memorial da Água "Prefeito Ricardo Landgraf"
- Praça Manoel Leme e antiga Estação Ferroviária de Leme
- Museu Histórico de Leme
- Santuário Diocesano de São Manoel
- Praça Rui Barbosa
- Estádio Municipal Bruno Lazzarini
- Festa do Peão de Leme: realizada anualmente, contando com apresentações de vários artistas famosos da música sertaneja.
- Festa de São Manoel: evento religioso em homenagem ao padroeiro da cidade é acompanhado anualmente nos dias 17 de junho por milhares de turistas que visitam a cidade e participam das missas, procissões, eventos gastronômicos e shows artísticos.

### Esportes
Leme conta com o Estádio Municipal Bruno Lazzarini, um estádio de futebol que recebe os jogos do Lemense Futebol Clube, o qual atualmente joga o Campeonato Paulista - Série A3. Ademais, o município conta com diversos campos de futebol, quadras, ginásios e espaços de lazer, dentre estes: 
- Estádio Eugênio Dellai
- Ginásio Valdomiro Macarenko
- Ginásio Luiz Roberto Amancio (Mostardão)
- Ginásio Plínio Apparecido da SIlva Leme (Jd. Santa Marta)

A cidade já contou com outras equipes de futebol profissional: o Esporte Clube Lemense e o Clube Atlético Lemense.

## Pessoas ilustres
- Yolanda Penteado
- Artur Guilherme Moraes Gusmão

## Religião
O Cristianismo se faz presente na cidade da seguinte forma:

### Igreja Católica
- A igreja faz parte da Diocese de Limeira.[33]

### Igrejas Evangélicas
Entre as igrejas protestantes históricas, pentecostais e neopentecostais, encontram-se na cidade:
- Assembleia de Deus Ministério do Belém.[35][36]
- Congregação Cristã no Brasil.[37]